# Episodi di Paso adelante (prima stagione)
La prima stagione della serie televisiva spagnola Paso adelante è andata in onda in Spagna dall'8 gennaio 2002 al 2 aprile dello stesso anno, mentre in Italia è andata in onda dal 6 settembre all'11 ottobre 2004.
La stagione è composta da 26 episodi in Italia, mentre è di 13 in Spagna.
| nº originale | Titolo originale          | Titolo italiano streaming  | nº TV | Titolo italiano TV                | Prima TV Spagna  | Prima TV Italia   |
| ------------ | ------------------------- | -------------------------- | ----- | --------------------------------- | ---------------- | ----------------- |
| 1            | Arriba el telón           | Signori, si comincia!      | 1     | Inizia l'avventura                | 8 gennaio 2002   | 6 settembre 2004  |
| 1            | Arriba el telón           | Signori, si comincia!      | 2     | Una dura selezione                | 8 gennaio 2002   | 7 settembre 2004  |
| 2            | Desnudos                  | Questione di pudore        | 3     | Pedro e Lola in difficoltà        | 15 gennaio 2002  | 8 settembre 2004  |
| 2            | Desnudos                  | Questione di pudore        | 4     | Inganni e guai                    | 15 gennaio 2002  | 9 settembre 2004  |
| 3            | Los comienzos son duros   | Gli inizi sono sempre duri | 5     | Liberare le emozioni              | 22 gennaio 2002  | 10 settembre 2004 |
| 3            | Los comienzos son duros   | Gli inizi sono sempre duri | 6     | Uno straordinario talento         | 22 gennaio 2002  | 13 settembre 2004 |
| 4            | Detrás del telón          | Dietro al sipario          | 7     | Grease                            | 29 gennaio 2002  | 14 settembre 2004 |
| 4            | Detrás del telón          | Dietro al sipario          | 8     | Volere è potere                   | 29 gennaio 2002  | 15 settembre 2004 |
| 5            | Cuestión de confianza     | Questione di fiducia       | 9     | Fuga pericolosa                   | 5 febbraio 2002  | 16 settembre 2004 |
| 5            | Cuestión de confianza     | Questione di fiducia       | 10    | Bravata notturna                  | 5 febbraio 2002  | 17 settembre 2004 |
| 6            | No lo va a entender       | Non si vuole capire        | 11    | La paura di fallire               | 12 febbraio 2002 | 20 settembre 2004 |
| 6            | No lo va a entender       | Non si vuole capire        | 12    | I preparativi di "Hair"           | 12 febbraio 2002 | 21 settembre 2004 |
| 7            | Quiero bailar             | Amo ballare                | 13    | Esami in vista                    | 19 febbraio 2002 | 22 settembre 2004 |
| 7            | Quiero bailar             | Amo ballare                | 14    | Lola e l'amore                    | 19 febbraio 2002 | 23 settembre 2004 |
| 8            | No tires la toalla        | Non gettare la spugna      | 15    | Arrendersi mai                    | 26 febbraio 2002 | 24 settembre 2004 |
| 8            | No tires la toalla        | Non gettare la spugna      | 16    | Scandalosa Adela                  | 26 febbraio 2002 | 27 settembre 2004 |
| 9            | Volver al armario         | Non arrenderti             | 17    | Una proposta imbarazzante         | 5 marzo 2002     | 28 settembre 2004 |
| 9            | Volver al armario         | Non arrenderti             | 18    | L'ostacolo dei pregiudizi         | 5 marzo 2002     | 29 settembre 2004 |
| 10           | La caja de música         | Il carillion               | 19    | Il postino suona sempre due volte | 12 marzo 2002    | 30 settembre 2004 |
| 10           | La caja de música         | Il carillion               | 20    | Ritrovarsi padre                  | 12 marzo 2002    | 1º ottobre 2004   |
| 11           | Todo por nada             | Tutto per niente           | 21    | La borsa di studio                | 19 marzo 2002    | 4 ottobre 2004    |
| 11           | Todo por nada             | Tutto per niente           | 22    | Caccia al ladro                   | 19 marzo 2002    | 5 ottobre 2004    |
| 12           | Camino a Lastres          | Ritorno a Lastres          | 23    | Amici per sempre                  | 26 marzo 2002    | 6 ottobre 2004    |
| 12           | Camino a Lastres          | Ritorno a Lastres          | 24    | Prigionieri di un sogno           | 26 marzo 2002    | 7 ottobre 2004    |
| 13           | ¿Qué haces en vacaciones? | Che fai per le vacanze?    | 25    | Promossi e bocciati               | 2 aprile 2002    | 8 ottobre 2004    |
| 13           | ¿Qué haces en vacaciones? | Che fai per le vacanze?    | 26    | Il gioco delle coppie             | 2 aprile 2002    | 11 ottobre 2004   |

## Inizia l'avventura
- Titolo originale:
- Diretto da:
- Scritto da:

### Trama
Centinaia di ragazzi si presentano ai provini per l'ammissione nella più importante scuola di arti sceniche della Spagna tra cui Lola, Pedro, Rober, Silvia e Ingrid. I ragazzi sono molto agitati per questa selezione, ma siccome i posti sono riservati solo a 20 studenti, ce la mettono tutta per essere quanto più competitivi possibile. Nel frattempo Carmen Arranz, la direttrice della scuola, è alla ricerca di un insegnante di danza classica e affida l'incarico al suo collega Gaspar. Al colloquio si presenta Adela, un'ex ballerina famosa, che dopo un tragico incidente che l'ha costretta ad allontanarsi dalla danza ha cominciato a vivere un periodo difficile diventando un'alcolizzata e guadagnandosi da vivere facendo la spogliarellista. Adela è tentata di accettare il lavoro, in parte convinta da Carmen, per dare una regolata alla sua vita e riavvicinarsi alla danza. Intanto Juan e Diana, dopo 2 anni di convivenza, litigano per l'ennesima volta e lei decide di lasciarlo e mandarlo via di casa. Juan, non sapendo dove andare, chiede a Carmen il permesso per poter alloggiare temporaneamente nelle stanze della scuola. A fine giornata escono i risultati delle prime prove e i ragazzi ammessi, tra cui Lola, Pedro, Rober, Silvia e Ingrid, vanno a festeggiare in discoteca.

## Una dura selezione
- Titolo originale:
- Diretto da:
- Scritto da:

### Trama
Al ritorno dalla discoteca, Pedro subisce una rapina e non avendo i soldi per pagarsi un hotel, dorme per strada. Svegliandosi in ritardo percorre a piedi tutta la città, ormai in subbuglio dal traffico, per arrivare a scuola per sostenere l'ultima prova che determinerà l'ammissione. Purtroppo però arriva tardi e i professori non gli consentono di sostenere l'esame. Ma Pedro non si arrende ed esordisce in un balletto cercando di attirare l'attenzione di tutti verso di sé. Alla fine Carmen si complimenta e acconsente ad ammetterlo nella scuola.

## Pedro e Lola in difficoltà
- Titolo originale:
- Diretto da:
- Scritto da:

### Trama
Comincia il primo giorno di scuola e i ragazzi, ancora attoniti per la sveglia delle sei e un po' in difficoltà per i bagni in condivisione, si preparano per andare a lezione. Appena entrano nell'aula di recitazione vedono il loro professore, Cristóbal, completamente nudo: non è altro che un esercizio e quindi ogni studente dovrà preparare una scena in cui si mostrerà nudo. Lola, imbarazzata dalla richiesta del professore, si confida con la sua amica Ingrid e con suo padre. Nel frattempo Pedro scopre che la sua famiglia ha problemi economici e non può permettersi di pagare la retta scolastica, così per ovviare al problema comincia a lavorare. Stremato dal lavoro, Pedro torna a scuola e incontra Silvia e mentre le confida il periodo di crisi che sta passando, vengono distratti dalle voci di Ingrid e Cristóbal che stanno per passare una notte insieme...

## Inganni e guai
- Titolo originale:
- Diretto da:
- Scritto da:

### Trama
Il giorno prima della prova di recitazione in cui gli studenti dovranno affrontare una scena di nudo, Lola si rinchiude in bagno perché non si sente pronta e il solo pensiero di spogliarsi davanti alla classe la terrorizza. Ingrid viene in suo soccorso e cerca di convincerla a parlare direttamente con il professore. Nel frattempo Juan chiede a Diana di dargli un'altra possibilità, ma lei è ormai restia sulla decisione di ritornare con lui. Intanto Pedro cerca in tutti i modi di racimolare soldi per pagarsi la retta scolastica e arriva persino a rubare l'orologio di Rober per venderlo, ma quando lui si accorge che l'orologio è sparito va su tutte le furie e appicca un incendio nel corridoio della scuola che Antonio riesce a spegnere in tempo. Lola si confida direttamente con Cristóbal sulla scena di nudo, lui le spiega che è un modo per liberarsi dalle paure e dai pregiudizi e le consiglia di pensarci bene. Durante la lezione di musica, Juan si lamenta della scarsa attenzione dei suoi alunni, così decide di cambiare programma e impone l'obbligo di imparare a suonare uno strumento musicale a scelta. Pedro, preso dai sensi di colpa, riprende l'orologio di Rober che aveva venduto e senza dirgli nulla lo rimette tra le sue cose. In un secondo momento si reca dalla direttrice per chiederle del tempo in più per pagare la retta scolastica siccome non ha soldi, ma Carmen lo tranquillizza dicendogli che un'allieva ha già pagato per lui. Pedro, tirando un respiro di sollievo, intuisce che è stata la sua amica Silvia così la ringrazia e le promette di saldare il debito. Intanto Carmen, per permettere a Pedro di mantenersi, gli offre di lavorare come inserviente assieme ad Antonio. Stanchi per la rigidità delle regole della scuola, i ragazzi rinchiudono Antonio nella cella frigorifera della mensa e organizzano una festa, ma vengono scoperti dalla direttrice che decide di punirli facendogli fare le pulizie nella scuola.

## Liberare le emozioni
- Titolo originale:
- Diretto da:
- Scritto da:

### Trama
A scuola arriva un nuovo ragazzo, Rafael Tórrez che ha solo il talento della musica e tutti i professori riscontrano problemi con lui. Mentre Pedro svuota i sacchetti della spazzatura nell'ufficio dei professori, si ritrova ad ascoltare la conversazione tra Carmen e Gaspar nella quale lei dice di aver ricevuto un invito in cui viene richiesta l'assunzione di un coreografo per la realizzazione di un balletto promozionale di una marca di orologi. Siccome non le interessa, butta l'invito nel cestino che verrà raccolto in un secondo momento da Pedro che decidere di cogliere l'occasione di quel lavoro al volo e ingaggia Lola, Ingrid, Silvia e Luisa come ballerine. Durante la lezione di recitazione, i ragazzi devono affrontare una scena in cui esprimere al meglio le loro emozioni. Tutti ci riescono tranne Rober che, essendo un tipo duro, difficilmente si lascia trasportare dalle emozioni. L'unica cosa che riuscirà finalmente a farlo emozionare sarà quella di vedere per la prima volta suo figlio, concepito in una precedente relazione complicata. Intanto Cristóbal decide di organizzare una cena a casa sua invitando tutti i suoi colleghi, ma alla quale parteciperà solo Adela.

## Uno straordinario talento
- Titolo originale:
- Diretto da:
- Scritto da:

### Trama
Adela e Cristóbal trascorrono una piacevole serata, al punto che lui comincia a provare qualcosa per la sua collega. Lei però, che sta cercando di uscire da un periodo complicato, preferisce non cominciare ad avere relazioni per il momento tenendogli nascosto il suo passato. Intanto Lola, Ingrid, Silvia e Luisa provano la coreografia creata da Pedro che va in scena con grande successo.

## Grease
- Titolo originale:
- Diretto da:
- Scritto da:

### Trama
La scuola di Carmen Arranz viene scelta per effettuare i provini per il musical di Grease. Diana vuole a tutti costi avere la parte da protagonista, a tal punto da scoraggiare le sue allieve del primo anno a partecipare ai provini dicendole che hanno poca esperienza. Lola, Ingrid e Silvia però non si arrendono e decidono di partecipare lo stesso. Per essere sicura di avere la parte, Diana cerca di arruffianarsi un po' il regista, nonché il suo ex, ma lui alla fine sceglie Silvia. Dopo le lezioni, Cristóbal segue Adela e scopre che frequenta gli alcolisti anonimi. Il giorno dopo lui le confessa di averla vista e le promette di non farne voce con nessuno.

## Volere è potere
- Titolo originale:
- Diretto da:
- Scritto da:

### Trama
Dopo aver scoperto che Silvia ha ottenuto la parte della protagonista nel musical, Diana comincia a manifestare tutta l'invidia nei suoi confronti dubitando su come abbia ottenuto la parte, ma Silvia le risponde a tono di essersi guadagnata onestamente il ruolo da protagonista, siccome si ritiene un'eccellente ballerina. Diana però non si dà per vinta e si fidanza con il regista per raggiungere il suo scopo. Quando Silvia scopre che le hanno tolto la parte va su tutte le furie. Il giorno seguente Diana comunica ai ragazzi che lascerà che alcune sue lezioni vengano svolte da Adela perché è impegnata col musical, vantando di aver ottenuto la parte della protagonista nel musical.

## Fuga pericolosa
- Titolo originale:
- Diretto da:
- Scritto da:

### Trama
Gli studenti intuiscono subito che Diana ha sottratto ingiustamente la parte della protagonista a Silvia e per ripicca le fanno trovare un'immagine sarcastica sul sito della scuola. Quando Diana lo scopre se la prende ingiustamente con Silvia pensando sia lei l'artefice dello scherzo, ma l'allieva le risponde che non è capace di abbassarsi a questi livelli. Juan riceve degli inviti per un evento importante, ma non essendo interessato li regala ad Antonio. Ingrid, che si trovava lì per chiedere una copia della chiave dell'armadietto, ascolta la loro conversazione e appena Antonio si distrae e Juan se ne va, lei ne approfitta per rubare i biglietti e invitare Lola ad accompagnarla all'evento. Intanto Cristóbal continua a provarci spudoratamente con Adela, ma lei, frenata dalle sue insicurezze, non si lascia andare facilmente. Nel frattempo i ragazzi preparano l'esercizio di recitazione e Silvia decide di fare gruppo con Rober, destando il malcontento di Pedro che comincia a essere geloso perché è attratto da lei.

## Bravata notturna
- Titolo originale:
- Diretto da:
- Scritto da:

### Trama
Lola e Ingrid escono di nascosto dalla scuola per andare ad un evento importante dove sperano di conoscere personaggi famosi. Alla fine della festa se ne vanno amareggiate, ma solo allora incontrano due personaggi famosi e si fanno dare un passaggio per tornare a scuola. Una volta scese dall'auto, a loro insaputa, vengono paparazzate e finiscono in televisione facendosi scoprire dalla direttrice che le punisce gravemente decidendo di non far sostenere loro gli esami del semestre, ma giocarsi tutto direttamente agli esami finali del semestre successivo.

## La paura di fallire
- Titolo originale:
- Diretto da:
- Scritto da:

### Trama
Iniziano i preparativi per il musical annuale incentrato su Hair, coordinato da Diana e Juan che trovano ogni pretesto per litigare. Vengono scelti come protagonisti Lola e Pedro che trascorrono molto tempo insieme per provare e questo spinge sempre di più la ragazza a provare a dichiararsi a Pedro. Durante le lezioni di canto Claudia dice a Ingrid che non è in grado di cantare bene e Juan si offre per darle ripetizioni extrascolastiche. Pedro riceve una telefonata da sua madre e gli comunica che suo padre vuole venire a trovarlo. Il problema è che suo padre non sa che lui frequenta una scuola di arti sceniche, ma è convinto che stia studiando per diventare avvocato. 

## I preparativi di "Hair"
- Titolo originale:
- Diretto da:
- Scritto da:

### Trama
Per la scuola gira la voce che Ingrid prende ripetizioni private da Juan, ma Diana comincia a pensare che la ragazza ci stia provando col professore di musica solo per passare gli esami, così decide di torturarla a lezione rimproverandola su qualsiasi cosa. Lola è insicura su come dichiararsi a Pedro e si confida con Ingrid che le consiglia di fare la prima mossa. Intanto alle lezioni di canto si cominciano a notare i miglioramenti di Ingrid, anche se i suoi compagni di corso pensano che lei abbia una relazione con Juan. I genitori di Pedro arrivano a Madrid e per confessare la verità al padre, invita lui e la madre a vedere un musical. Solo quando lo spettacolo va in scena il padre scopre che il figlio studia per diventare un ballerino. Dopo il musical Pedro litiga col padre perché non è d'accordo che spenda i soldi in una scuola di arti sceniche. In un secondo momento Lola si avvicina a Pedro e prova a confessargli il suo amore, ma lui essendo nervoso per il litigio col padre la ignora, ferendo i suoi sentimenti.

## Esami in vista
- Titolo originale:
- Diretto da:
- Scritto da:

### Trama
Diana invita i suoi colleghi a vedere la prima del musical di cui è protagonista. Per l'occasione saranno presenti tanti personaggi importanti e critici noti. Al termine dello spettacolo Diana e i suoi colleghi vanno a festeggiare in un locale e Cristóbal prende un giornale per leggere notizie sul musical. Si scopre che la critica l'ha ritenuto un pessimo spettacolo a causa della protagonista. Di conseguenza Diana entra in crisi, però non si scoraggia e continua a recitare nel musical, trascurando il suo lavoro a scuola. Intanto gli studenti si danno da fare per preparare gli esami.

## Lola e l'amore
- Titolo originale:
- Diretto da:
- Scritto da:

### Trama
Carmen, notando le numerose assenze di Diana che è impegnata col musical, intima l'insegnante di danza moderna a lasciare la scuola. Lola decide di dichiararsi a Pedro, così si veste in modo provocante e lo aspetta in camera sua. Non sapendo però che lui rimarrà con Silvia tutta la notte a provare una coreografia per l'esame, finisce per addormentarsi nel letto di Pedro. Nel frattempo rientra Rober, che non la nota, e si mette a dormire completamente nudo. Il giorno seguente i due si svegliano e improvvisamente entra Pedro in camera e fraintende che Lola sia andata a letto con Rober. 

## Arrendersi mai
- Titolo originale:
- Diretto da:
- Scritto da:

### Trama
A scuola circola la voce che Rober sia stato a letto con Lola e chiunque la incontri le fa i complimenti. La ragazza, oltre a essere imbarazzata, è infastidita dal fatto che Rober dica una cosa non vera, così durante l'esercizio di recitazione lei ne approfitta per dargli uno schiaffo. Dopo il fallimento del musical Grease, Diana decide di partire per Londra e affida a Juan il suo gatto. Nel frattempo Adela che ha preso il posto di Diana, nota che i ragazzi sono un po' svogliati. Così assegna un esercizio: divide la classe in due gruppi, ciascuno dei quali preparerà una coreografia e sarà capeggiato uno da Lola e l'altro da Silvia. Le due ragazze si danno da fare per convincere quelli più bravi a ballare nel proprio gruppo anche se questo porterà a litigi e incomprensioni. Intanto Rafael porta a scuola un video che mostra le spogliarelliste dei locali più trasgressivi di Madrid e in una scena del video compare Adela. Quando la professoressa porta in aula il videoregistratore per mostrare un video sulla danza, Rober scambia la videocassetta di Adela mettendo quella delle spogliarelliste. Adela, inizialmente in imbarazzo, alla fine fa guardare il video ai professori in modo che ormai anche loro sappiano cosa faceva prima di insegnare. 

## Scandalosa Adela
- Titolo originale:
- Diretto da:
- Scritto da:

### Trama
La notizia di Adela fa scalpore e Alicia Jauregi, socia della scuola, decide di licenziare Adela poiché ritiene scandaloso che un'ex spogliarellista insegni in una scuola di prestigio. Ma i ragazzi, arrabbiati per la decisione di Alicia, si spogliano in segno di protesta che alla fine decide di far restare Adela.

## Una proposta imbarazzante
- Titolo originale:
- Diretto da:
- Scritto da:

### Trama
Adela comunica ai ragazzi che stanno cercando un sostituto per un musical e che tutti possono partecipare ai provini. Pedro e Rober entrano subito in competizione per ambire alla parte, ma Rober sa già che non può competere con Pedro perché lui è più bravo, così chiede a Silvia di aiutarlo a migliorare. Pedro litiga con Silvia perché scopre che lei dà ripetizioni a Rober e che in questo modo non ha possibilità certe di vincere il provino. Ritorna Diana dal suo viaggio a Londra e si sfoga con la sua collega, nonché migliore amica, Claudia dicendole che le va tutto storto e che non riesce a trovare un lavoro. Quando incontra Juan, finge che le vada tutto bene, ma lui sa già la verità così le dà conforto e cerca di convincere Carmen a riassumerla come insegnante.

## L'ostacolo dei pregiudizi
- Titolo originale:
- Diretto da:
- Scritto da:

### Trama
Durante le lezioni di danza, Adela nota che Rober è molto migliorato. Di conseguenza Pedro comincia a preoccuparsi seriamente per il suo nuovo potenziale rivale, ma non si arrende. L'obiettivo di Rober non è solo quello di migliorare nel ballo per ottenere la parte nel musical, ma vuole in tutti i modi conquistare Silvia. Alla fine Carmen decide di riassumere Diana.

## Il postino suona sempre due volte
- Titolo originale:
- Diretto da:
- Scritto da:

### Trama
Finalmente Rober ha l'occasione di conoscere suo figlio e la sua ex fidanzata glielo lascia con la scusa che verrà a riprenderlo al più presto, ma ben presto Rober scopre che dovrà occuparsi di lui per un paio di giorni fino a quando la sua ex non trova un lavoro. Intanto Pedro va in un negozio di antiquariato per comprare un regalo a Silvia e spende 120 euro per un carillon, ma alla fine non trova il coraggio di darglielo. Lola sta affrontando un periodo di stress e ha il terrore di non impegnarsi abbastanza, così alcuni dei suoi compagni le consigliano di prendere dell'efedrina, una sostanza stimolante che produce effetti benefici nelle performance sportive. Si tratta però di un farmaco pericoloso se assunto in parecchie dosi. Lei dopo molti dubbi accetta di prenderle e comincia già a sentire la differenza e a sentirsi più energica. Adela però scopre che Lola fa uso di quella sostanza e decide di parlarle della pericolosità del farmaco che sta assumendo.

## Ritrovarsi padre
- Titolo originale:
- Diretto da:
- Scritto da:

### Trama
Diana e Juan tornano insieme e lei gli propone di andare a vivere insieme. Durante una lezione Jose sviene e si scopre che faceva uso di efedrina, la stessa sostanza usata da Lola. Così Carmen per evitare che si ripetano altri episodi del genere, decide di perquisire le camere degli studenti ed espellere dalla scuola chiunque facesse uso di sostanze sospette. Nel frattempo Rober si occupa di suo figlio saltando le lezioni e facendosi giustificare le assenze dai suoi amici, in questo modo però rischia di essere bocciato.

## La borsa di studio
- Titolo originale:
- Diretto da:
- Scritto da:

### Trama
Gli insegnanti riflettono secondo quali criteri assegnare la borsa di studio agli studenti: se in base al merito o al reddito. Alla fine decidono di assegnarla allo studente con i voti più alti. Ingrid chiede a Juan di riprendere le lezioni di canto extrascolastiche e lui prima la bacia e poi si scusa. La ragazza non sa come comportarsi ma comincia a provare qualcosa per lui. Intanto Juan non sa che posizione assumere dal momento che sta con Diana, ma si sente attratto da Ingrid.

## Caccia al ladro
- Titolo originale:
- Diretto da:
- Scritto da:

### Trama
La borsa di studio viene vinta da Silvia e i suoi compagni pensano che l'abbia ottenuta lei solo perché è raccomandata. Stufa delle critiche, Silvia va dalla direttrice e chiede se è stata sua zia Alicia, la socia della scuola, a far in modo che la nipote ottenesse la borsa di studio, ma Carmen le dice che la borsa di studio è stata assegnata per merito e che lei era l'allieva coi voti più alti. Così per attestare la validità dell'assegnazione della borsa di studio, vengono esposti i voti. Carmen annuncia agli studenti che hanno solo una settimana di tempo per pagare le tasse scolastiche e Pedro, che ha di nuovo problemi economici, arriva a compiere un atto grave: ruba dei soldi che trova in una borsetta incustodita a mensa. Si scoprirà poi che quei soldi erano di Carmen Arranz e che erano fondi della scuola per comprare un pianoforte. Intanto Lola continua a stare appresso a Pedro, che la vede solo come un'amica, e siccome lei è a conoscenza della sua situazione economica gli regala un paio di scarpe nuove.

## Amici per sempre
- Titolo originale:
- Diretto da:
- Scritto da:

### Trama
Diana ormai è decisa nel voler ricominciare una storia con Juan, ma lui non sembra contraccambiare, anzi, ha da poco cominciato una relazione segreta con Ingrid. Intanto Pedro convince Lola a lavorare per qualche giorno in una discoteca in modo tale che con una scusa possa restituire i soldi alla scuola. Dopo il provino i due non riescono a tornare in tempo a scuola, così Lola ospita Pedro a casa sua. Finalmente Lola prende coraggio ed è sul punto di dichiararsi a Pedro, ma lui capisce subito cosa vuole dirgli e le risponde che preferisce rimanere suo amico. Lola scoppia in lacrime e intuisce che lui è attratto da Silvia. Diana comunica ai suoi colleghi che torna a vivere con Juan, Ingrid viene a saperlo e si arrabbia con lui. Pedro è costretto ad abbandonare il lavoro che aveva ottenuto perché riceve una telefonata in cui la madre gli comunica che il padre si è perso in mare.

## Prigionieri di un sogno
- Titolo originale:
- Diretto da:
- Scritto da:

### Trama
Pedro decide di tornare a casa e si fa accompagnare da Silvia. Mentre continuano le ricerche del padre, Pedro trova l'occasione per confessare il suo amore a Silvia e si baciano. Diana affronta Juan perché scopre che va a letto con un'altra e pensa che sia Adela. 

## Promossi o bocciati
- Titolo originale:
- Diretto da:
- Scritto da:

### Trama
Diana scopre che Juan la tradisce con Ingrid e va su tutte le furie. Dopo aver ritrovato il padre di Pedro, lui chiarisce con quest'ultimo e gli dice che da adesso in poi può contare sul suo appoggio economico per la scuola. Intanto a scuola è tempo di esami. Lola e Ingrid stanno aspettando che Silvia ritorni a scuola per dare l'esame che hanno preparato insieme. Quando finalmente arriva Silvia, le ragazze vengono subito chiamate per sostenere l'esame e siccome si sono esercitate poco la performance non va come dovrebbe. Rober è preoccupato per gli esami e Silvia lo consola, così lui approfitta del momento per baciarla e andare a letto con lei. Anche Pedro ritorna a scuola e scopre che Rober è andato a letto con Silvia, così durante l'esame di recitazione ne approfittano per prendersi a schiaffi.  

## Il gioco delle coppie
- Titolo originale:
- Diretto da:
- Scritto da:

### Trama
Silvia si scusa con Pedro dicendogli che la relazione con Rober non aveva alcuna importanza, così per rimediare lo invita a trascorrere le vacanze estive insieme. Quando finalmente vengono comunicati i risultati, Ingrid scopre di essere stata bocciata così va da Gaspar e chiede spiegazioni. Lei con grande meraviglia scopre di essere stata bocciata in danza moderna, ma capisce subito che si tratta di una bocciatura ingiusta che ha a che fare con questioni extrascolastiche e chiede che vengano ridiscussi i suoi voti. Gli insegnanti acconsentono a rivedere i voti e in effetti viene notato che Ingrid è stata bocciata ingiustamente da Diana solo perché ha scoperto che l'allieva andava a letto con Juan, così decidono di promuoverla.  
I ragazzi si organizzano per le vacanze: Lola rimane a Madrid, Ingrid va in campeggio con Juan, Cristóbal invita Adela a trascorrere le vacanze insieme ma lei rifiuta perché è già stata invitata da Carmen su una crociera. Pedro e Silvia sono sul punto di partire ma lui vuole essere sicuro che tra lei e Rober non ci sia nulla. La ragazza non ce la fa a mentire perché effettivamente prova qualcosa per Rober, così Pedro la lascia. Lola ne approfitta per vedersi con Pedro durante le vacanze. 